# Pteromyces
Pteromyces is een monotypisch geslacht van schimmels uit de orde Helotiales. Het bevat alleen Pteromyces ambiguus. De familie is nog niet eenduidig bepaald (incertae sedis).